# 葉君璋事件
葉君璋事件，是指2009年底至2010年間發生在台灣的職業棒球選手葉君璋與其前所屬的興農牛隊間的勞資爭議。2009年底，中華職業棒球大聯盟的興農牛隊以葉君璋年紀漸長、不符球隊戰力需求為由與其解約。同屬中華職棒聯盟的兄弟象隊隨即與葉君璋接觸，雙方都有加盟合作意願，但兄弟象隊旋即又以顧慮興農牛隊態度為由停止進一步簽約事宜。興農牛隊對此公開聲明表示不干涉葉君璋加盟其他球隊。但臺北市職業棒球員職業工會（簡稱「球員工會」）委託律師指出，興農牛隊係因葉君璋籌組球員工會並擔任理事長，才將他解約並且封殺他加盟其他球隊。最後在多方折衝下，葉君璋終於得以和兄弟象隊簽約加盟。中華民國行政院體育委員會表示將會了解事件始末，台北市政府勞工局也主動介入調查，認定興農牛「不友善態度至為明顯」，判定為就業歧視，重罰新台幣150萬元。

## 背景
葉君璋在1996年加入中華職棒聯盟的味全龍隊，立刻成為該隊主力捕手。1999年底味全龍隊解散，葉君璋轉入興農牛隊，繼續以主力捕手身分出賽十個球季，期間並多次入選中華成棒代表隊參加國際賽事，包括2001年世界盃棒球賽、2004年夏季奧運棒球賽、2006年杜哈亞運棒球賽以及2008年夏季奧運棒球賽等。
2009年12月21日，興農牛隊在與葉君璋洽談年度合約事宜時，以葉君璋已經37歲、不符球隊戰力需求為由與其解約。葉君璋雖感意外但也立刻表示接受。

## 加盟兄弟象隊風波
在興農牛與葉君璋解約消息公開後，兄弟象隊表示招攬加盟的意願。當年度兄弟象隊因為陣中多名球員涉入職棒簽賭案，共有十餘人遭到禁賽停薪處分，戰力不足，尤其缺乏主戰捕手。兄弟象原本在該年12月23日宣稱已與前中信鯨隊捕手、後以業餘身分加入台北市隊的王信民達成加盟默契，因此不需要葉君璋，但24日又傳出王信民將會加盟興農牛隊，兄弟象隊因此緊急與葉君璋接觸爭取加盟，葉君璋也立即公開表示轉戰象隊。
在象隊與葉君璋公開加盟意向的當天（24日）下午，興農總裁楊天發發出嚴正聲明稿，指出凡是因道德及風紀問題遭到釋出的牛隊球員，將明確告知其餘三隊不得任用，否則不排除解散球隊。外界馬上將這分聲明稿與兄弟決定簽下葉君璋之事畫上關聯，牛隊立即澄清聲明稿指的是未來，與葉君璋加盟兄弟隊無關。但25日兄弟象隊面臨牛隊在公開與私下給予的壓力。兄弟象球團負責人洪瑞河表示簽不簽葉君璋令球團左右為難，象隊不想破壞中職四球隊的和諧，因此暫緩與葉君璋簽約，除非興農球團同意或是沒有意見，才會與葉君璋簽約。牛隊對此隨即再度發布聲明稿表示「興農球團無權干涉其他球團與葉君璋簽約任何約定，一切尊重中華職棒聯盟規章辦理。」

### 媒體評論
聯合報與自由時報都評論興農牛與葉君璋解約並且封殺他加盟其他球隊，是因為葉君璋參與籌組球員工會並且出任理事長。當年初球員工會在台北舉行成立記者會，楊天發以不惜解散球隊下令球員不得出席，如果出席也不得在媒體上曝光，但葉君璋仍然帶領球員出席並接下理事長一職。最後是領隊劉志昇與總教練徐生明聯名請辭力保球員才化解衝突，但此事已種下楊天發對葉君璋的不滿。

### 工會介入
2009年12月31日，球員工會律師蔡瑞麟召開記者會指出，牛隊雖然對外表示無權干涉葉君璋加盟其他球隊，但私下卻打電話給兄弟球團負責人洪瑞河和領隊楊愛華，要象隊不可簽葉君璋。牛隊副領隊趙宏文30日上午拜訪象隊時，也要求盡量不要簽葉君璋。2010年1月3日，蔡瑞麟稱行政院體育委員會已致電工會表示將開會瞭解此事是否涉及違法。蔡瑞麟強調興農的做法明顯的是「封殺」，因為有其他球隊要他牛隊卻百般阻撓施壓，這件事已違反就業相關法令。此外，蔡瑞麟也表示將盡力幫助也曾是球員工會成員的興農牛前球員曾華偉和郭勇志回到職棒。他指出La New熊與兄弟象隊都有意網羅曾、郭二人，然而礙於中華職棒聯盟的讓渡制度，若無法以特案處理，仍需興農重新吸收2人再行釋出。

### 台北市勞工局介入調查
2010年1月4日，台北市政府勞工局主動介入調查本案，分別前往中華職棒聯盟、牛隊及球員工會，了解球團及球隊運作的各項相關規定，也對葉君璋進行初步訪談。勞工局勞動檢查處處長張基煜表示，依據《就業服務法》第五條規定，雇主不得以員工以往工會會員身分為由加以歧視；若牛隊釋出葉君璋的原因是因為他籌組球員工會，並擔任理事長，就違反了該法的規定。6日，葉君璋與球員工會人員至勞工局，指控興農牛隊公開反對球員參與工會，並表示不惜採取與球員解約及解散球隊的手段。後來曾華偉和郭勇志2名球員就因加入工會並擔任幹部而遭解約，局長蘇盈貴允諾將徹底調查原委。勞工局除已派員了解，同時也會同台中市政府勞工處對興農牛展開調查。全案調查結束後，交由北市就業歧視評議委員會審議。

### 體委會主委斡旋
2010年1月13日，行政院體育委員會主任委員戴遐齡拜會象隊，為遭受假球案衝擊的球隊董事長洪瑞河打氣，並希望為葉君璋加盟一事化解僵局。但洪瑞河仍回應「暫緩」。洪瑞河否認象隊不願吸收葉君璋與個人操守有關，表示是卡在牛隊態度；因此戴遐齡也將拜會牛隊老闆楊天發，調解葉君璋僵局。

### La New熊隊介入，葉君璋與象隊簽約
2010年2月1日，中華職棒召開領隊會議，La New熊隊領隊蘇敬軒在會前表示將提案討論葉君璋相關事宜，但會後僅表示一切比照聯盟自由契約的規定，是否要人由象隊自行考量。象隊領隊楊愛華則指出，是否吸收葉君璋，將考量球隊戰力，並依聯盟規章處理。同時熊隊考慮不理會牛隊壓力先簽下葉君璋，再將他交易給象隊，為此事件解套。
2月2日，兄弟象隊老闆洪瑞河與葉君璋見面，雙方正式簽定合約。葉君璋為了證明人格清白，自願將百分之五十的薪水交付信託，至退休時若無涉及假球問題再一次領回。葉君璋也成為兄弟隊第一個球員工會的成員。

## 台北市勞工局裁罰興農牛
2010年2月8日，台北市政府勞工局調查本案後發現，興農牛隊自始至終未說明或提具所謂「道德及風紀有問題」具體事證，且牛隊在2009年初告知該隊球員：「誰去參加（球員工會），就開除誰」、「球員入會，就解散球隊」、「如果去參加台北記者會被拍到，就要退隊或釋出」等打壓工會話語，因此判定牛隊對於具工會會員身分的葉君璋懷「不友善態度至為明顯」。此外，工會理事郭勇志和監事曾華偉在2009年球季中相繼被讓渡，又遭封殺不得轉隊。牛隊對此主張依職棒選手契約第15條約定「參與工會應先經球團事前同意，球員未經球團同意，不得私自參加任何集會活動」，台北市政府就業歧視評議委員會認定這些限制籌組工會與參與工會活動的規定，違反憲法與工會法所保障的人民結社權。
台北市政府就業歧視評議委員會做出決議，認為興農職棒公司違反就業服務法第5條「禁止以往工會會員身分為由之就業歧視」成立。此外，台北市政府勞工局認為這次開罰具「指標性意義」，考量此事件對社會的影響度與受責難程度，決定對興農牛課以最高罰，依法處新台幣150萬元罰鍰。